# Oarja
Oarja is een Roemeense gemeente in het district Argeș.
Oarja telt 2892 inwoners.